# Nikolai Nikanorowitsch Dubowskoi

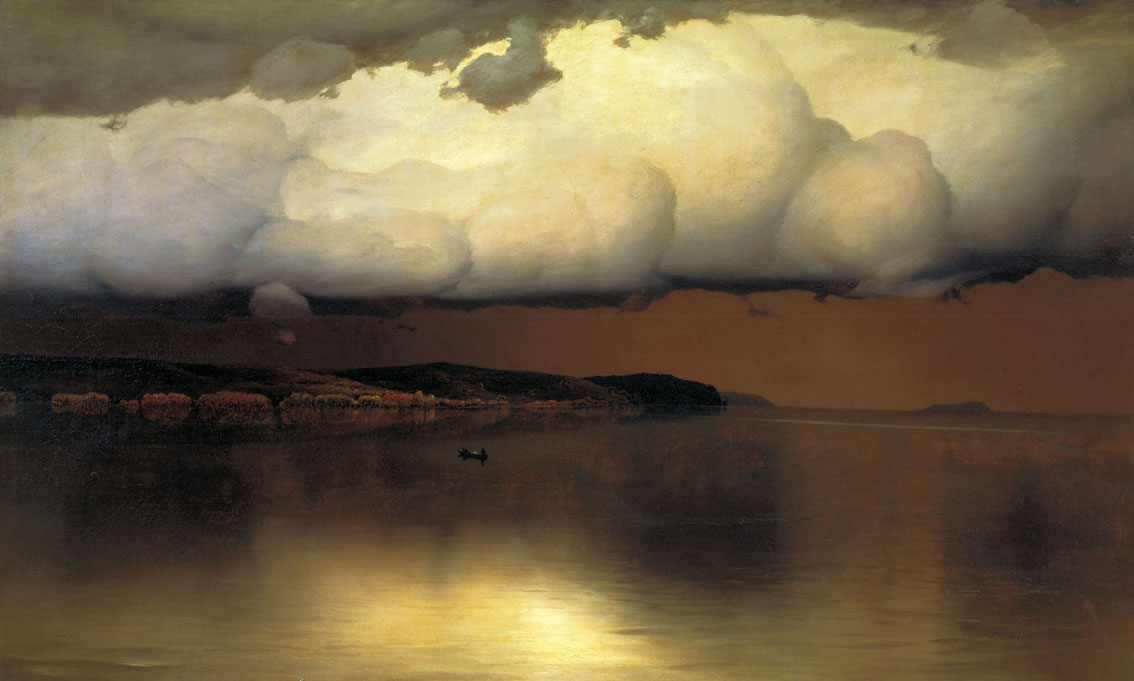
Es ist still geworden. Vor dem Sturm, 1890

Nikolai Nikanorowitsch Dubowskoj (russisch Николай Никанорович Дубовской, Vatersname auch Nikolajewitsch/ Николаевич; * 17. Dezember 1859 in Nowotscherkassk; † 1918) war ein russischer Landschaftsmaler.

## Leben
N. Dubowskoj studierte von 1877 bis 1881 an der Petersburger Kunstakademie u. a. bei Klodt und leitete seit 1889 die Peredwischniki, eine der bekanntesten russischen Künstlervereinigungen des 19. Jahrhunderts.
Von N. Dubowskoj stammen etwa 400 Gemälde und über 1000 Studien; sein bekanntestes Gemälde ist Pritichlo, zu Deutsch „Es ist still geworden“, in dem er die Stille vor einem Gewittersturm im Bild einfängt. Dieses Motiv war neu für seine Zeit.